# Mănăstirea Slănic
Mănăstirea Slănic este o mănăstire ortodoxă din România, situată pe drumul național Curtea de Argeș - Câmpulung, în satul Slănic, comuna Aninoasa, județul Argeș.

## Istoric
O legendă spune că, aflat într-o bătălie cu turcii, în care nu avea sorți de izbândă, Vlad Țepeș, iese învingător. Drept mulțumire, Țepeș se hotărăște să înalțe un schit. Se știe că la nord-vest de comună, cam la 2 km, în pădure, a existat până la 1805, un mic schit de călugări. Din motive necunoscute schitul se desființează. Bisericuța din lemn a fost strămutată într-un sat din Vlașca. Așa cum arată într-un document de la 1871, nu au mai rămas din schit decât ruinele și o cruce de piatră, datată de la 1799.
În anul 1916, monahul Irinarh Pulpea din comuna Slănic, cunoscând că pe vremuri a existat schitul, a reușit să facă aici un început de viață pusnicească.  
Zvonul că un călugăr și-a făcut o colibă în munte și vrea să ridice acolo o mănăstire, s-a auzit în satele din împrejurimi. Curioși să afle adevărul, mai mulți țărani din satul Corbi au urcat să vadă cu ochii lor ce se întâmplă. Ajunși acolo, au văzut un călugăr care, singur, săpase fundația bisericii.                                    În anul 1922 l-a adus de la mănăstirea Robaia pe ieromonahul Isidor Ghimpețeanu, unde împreună cu acesta au cărat piatră pentru temelia bisericii. Împreună cu monahul Pantelimon Șușală, a ridicat de roșu biserica, iar târnosirea a avut loc la 19 octombrie 1930, cu hramul „Nașterea Maicii Domnului”. 
Cu toate vitregiile regimului comunist, schitul, condus, din 1944, de starețul Vitimion Nițoiu,  avea să înflorească economic dar și duhovnicesc. În această perioadă s-au construit chilii, clopotniță, arhondaric și gospodăria anexă.  
În perioada 1969 - 1988, alături de schitul Ciocanu și Cetățuia, schitul Slănic a devenit metoh al Mănăstirii Cernica, iar din anul 1988, schitul Slănic intră sub jurisdicția Arhiepiscopiei de Râmnic și Argeș, redobândindu-și existența ca unitate de cult de sine stătătoare. A devenit schit pe 28 mai 1988.
Din anul 1979,  conducerea schitului a fost preluată de Părintele Teofil, până în anul 2010. În acest timp s-au ridicat două biserici și s-au construit numeroase clădiri anexe. În anul 1997, la 26 octombrie, biserica, purtând hramul "Schimbarea la Față", a fost târnosită.
În anul 1992 Schitul Slănic devine mănăstire. 
La 6 august 2010, Protosinghelul Clement Păunescu a fost hirotesit stareț.   

## Pictura

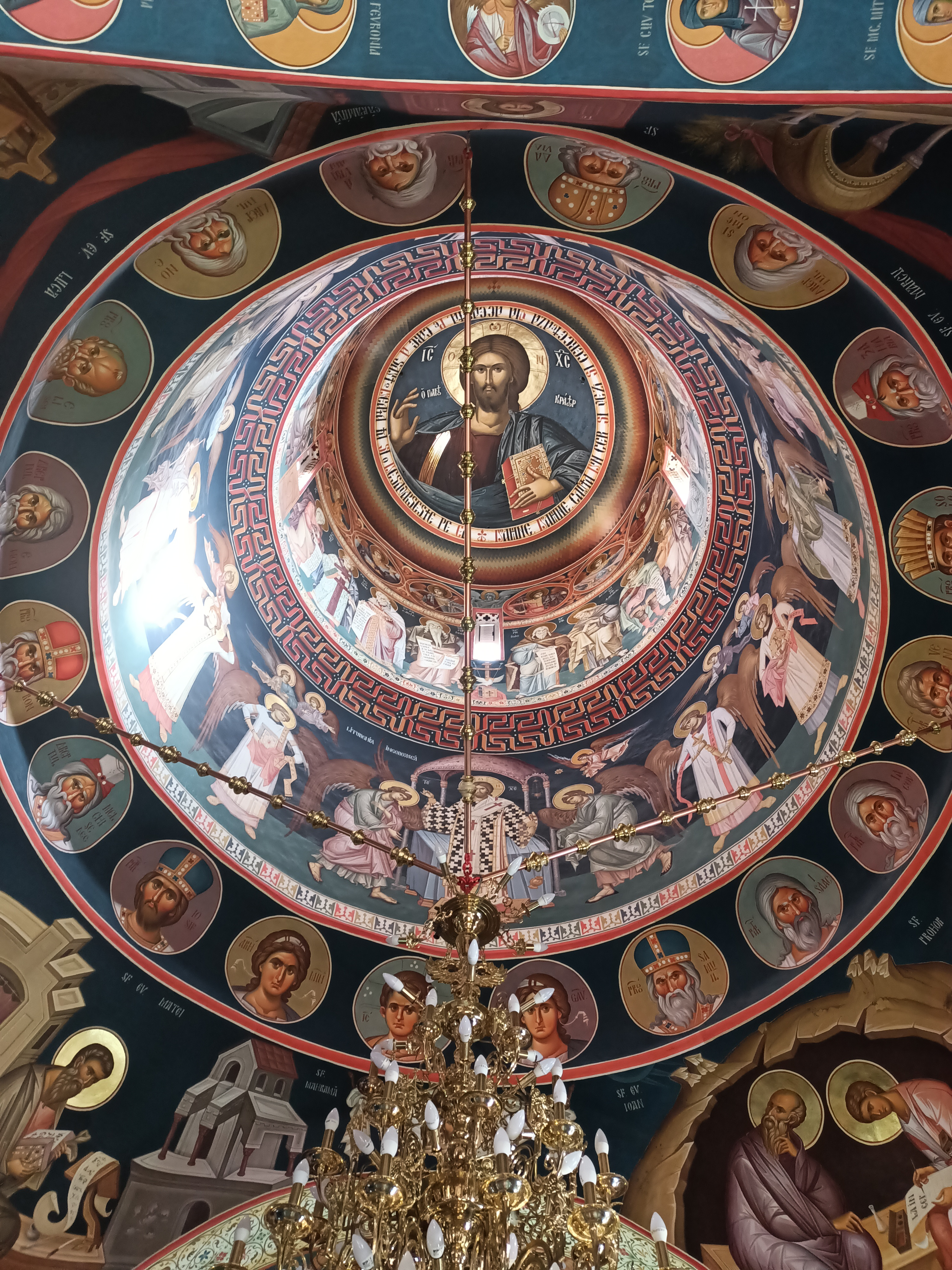
Pictura bisericii

Unul dintre călugării poposiți la Slănic, Părintele Ilie, este unul dintre cei mai apreciați pictori de frescă bizantină din România, a realizat pictura bisericii. Icoane vii, de o frumusețe desăvârșită, chipuri de sfinți care te privesc direct în suflet, închipuiri sublime ale lui Isus, în fața cărora tremuri, cuprins de dragoste și nădejde. 
Fresca din biserica mare, cu hramul "Nașterea Maicii Domnului", este realizată de un  viețuitor al schitului, părintele Ilie Bobăianu. 
Născut pe 14 iulie 1972, la Târgu Jiu, pe numele său Dantes Bobăianu, a absolvit Liceul "Nicolae Tonitza" din București, la Secția de Grafică - Animație. A urmat Academia de Arte "Nicolae Grigorescu", specialitatea Artă murală, Studiul iconografiei și picturii bizantine.   
A pictat pentru diferite biserici și persoane din Europa și Statele Unite ale Americii. A participat la numeroase lucrării și studii în Asia Mică, Muntle Athos.

## Chiliile

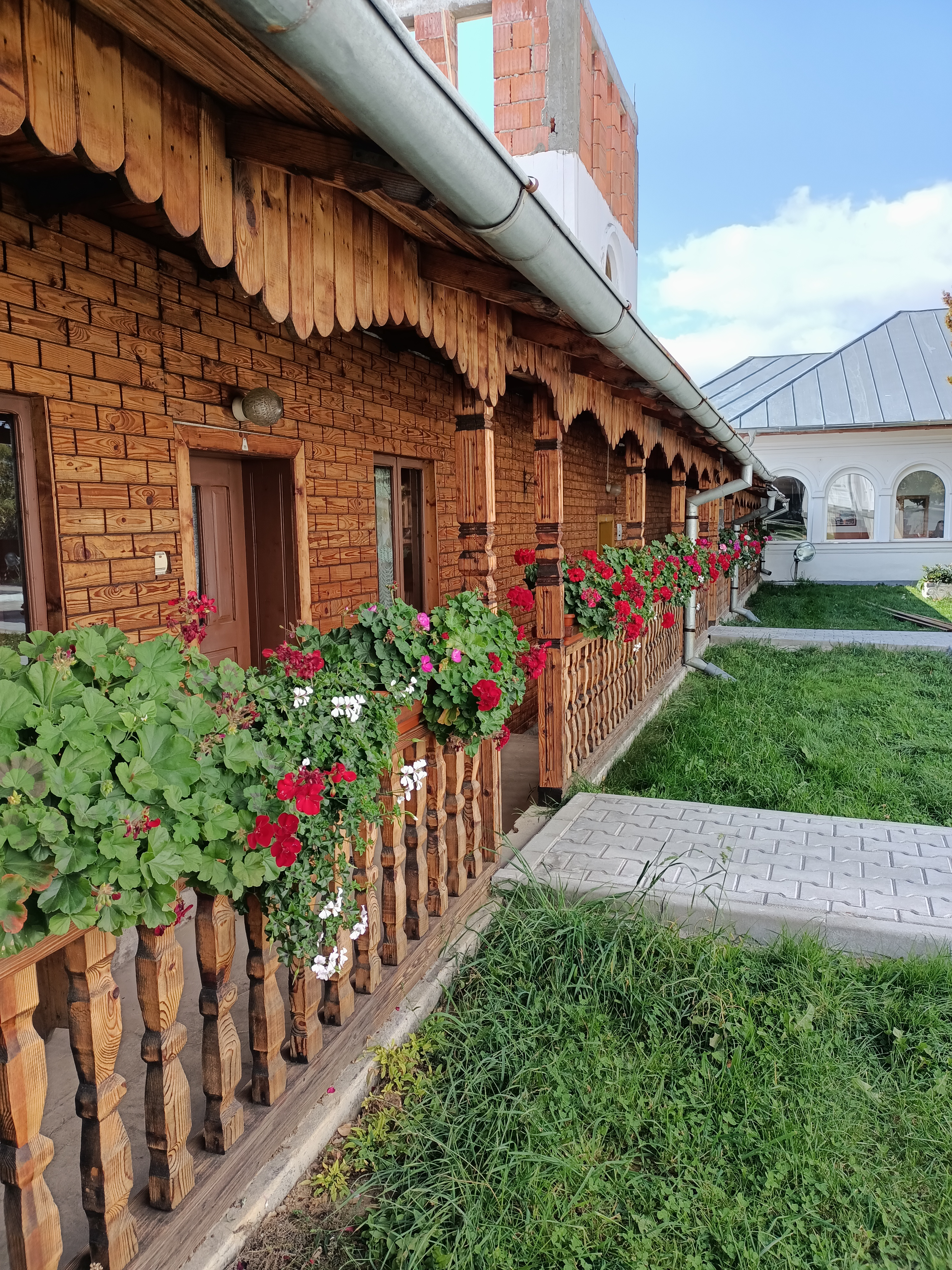
Chiliile mănăstirii

Clădirile chiliilor și anexele au fost ridicate prin truda din partea obștii și, mai ales din partea credincioților. Încă de la început au fost ridicate patru case chilii cu câte două camere. Corpurile noi au fost zidite între anii 1966 și 1980. Între anii 1984-1985 a fost ridicată o clădire pentru stăreție, cu patru camere la parter, iar la etaj un salon și două camere oficiale. După anul 2010 s-a ridicat un nou corp de chilii, modern cu două etaje și mansardă, care cuprinde 24 de chilii. 

În prezent, terenul deținut de mănăstire este de 9 ha și 500 mp, dintre care 1 ha 278 mp - livezi, 2 ha 5760 mp - pășune, iar pentru curții și construcții 5846 mp extravilan și 2 ha 1900 mp intravilan. În exploatarea lăcașului se află 30 ha de pădure. 

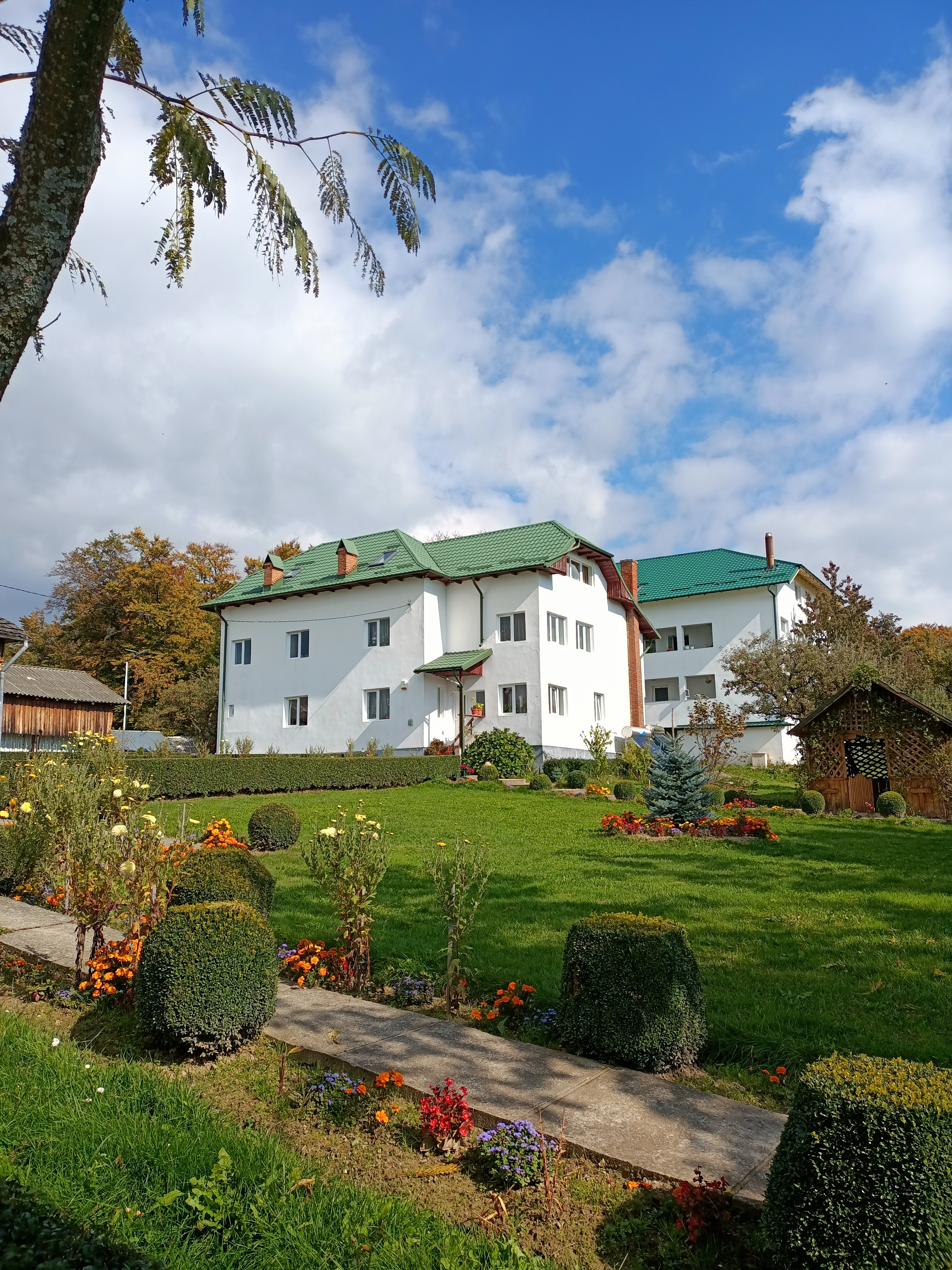
Chiliile mănăstirii Slănic

## Stareți

### Protosinghelul Vitimion Nițoiu
Între anii 1944-1978 Schitul Slănic s-a confruntat cu momente dificile, dar a cunoscut și perioade de dezvoltare și înflorire. 
În timpul celor 34 de ani de stăreție la Schitul Slănic, avva, cum îl numeau cunoscuții, a fost unul din cei mai apreciați monahi. 
În anul 1961 a fost dat afară din schit din cauza decretului care interzicea rămânerea la mănăstire a călugărilor sub 55 de ani. 
În anul 1978 a fost pensionat pentru limită de vârstă, rămânând în continuare la schit, lăsând în locul său pe părintele Teofil Bădoiu, cel mai apropiat ucenic și colaborator. 
Avva Vitimion a trecut la Domnul în primăvara anului 1990.

### Arhimandritul Teofil Bădoiu
La 20 februarie 1944, la numai o zi după Vitimion Nițoiu, Teofil Bădoiu a venit la Slănic. Și-a depus cererea de călugărie la 11 februarie 1947. În anul 1968 a fost hirotonit ieromonah. 
În anul 1959, Părintele Vitimion și-a luat rămas bun de la Părintele Teofil, pe care Securitatea venise să-l scoată din mănăstire, cu o dubă cu gratii și cu câini lup. A fost obligat să semneze o declarație că acceptă să fie executat dacă se va mai întoarce vreodată la mănăstire. Au urmat ani de interogatorii și anchete la care Părintele Teofil a fost supus.
Câțiva ani mai târziu a primit dreptul de a se întoarce în mănăstire.  
Părintele Teofil s-a stins din viață în 2010, la Mănăstirea Slănic.  

### Protosinghelul Clement Păunescu
Constantin Păunescu s-a născut la 31 iulie 1960 în satul Mușătești din comuna Mușătești, județul Argeș. După 16 ani de căsnicie s-a dus la Mănăstirea Slănic la 10 iunie 1995. Fosta sa soție a fost maică la Mănăstirea Robaia, luând numele de Serafima. 
Părintele Clement a fost hirotonit în anul 1999. A fost numit stareț la Mănăstirea Aninoasa. În anul 2010 a fost numit stareț al Mănăstirii Slănic în 2010.

## Galerie

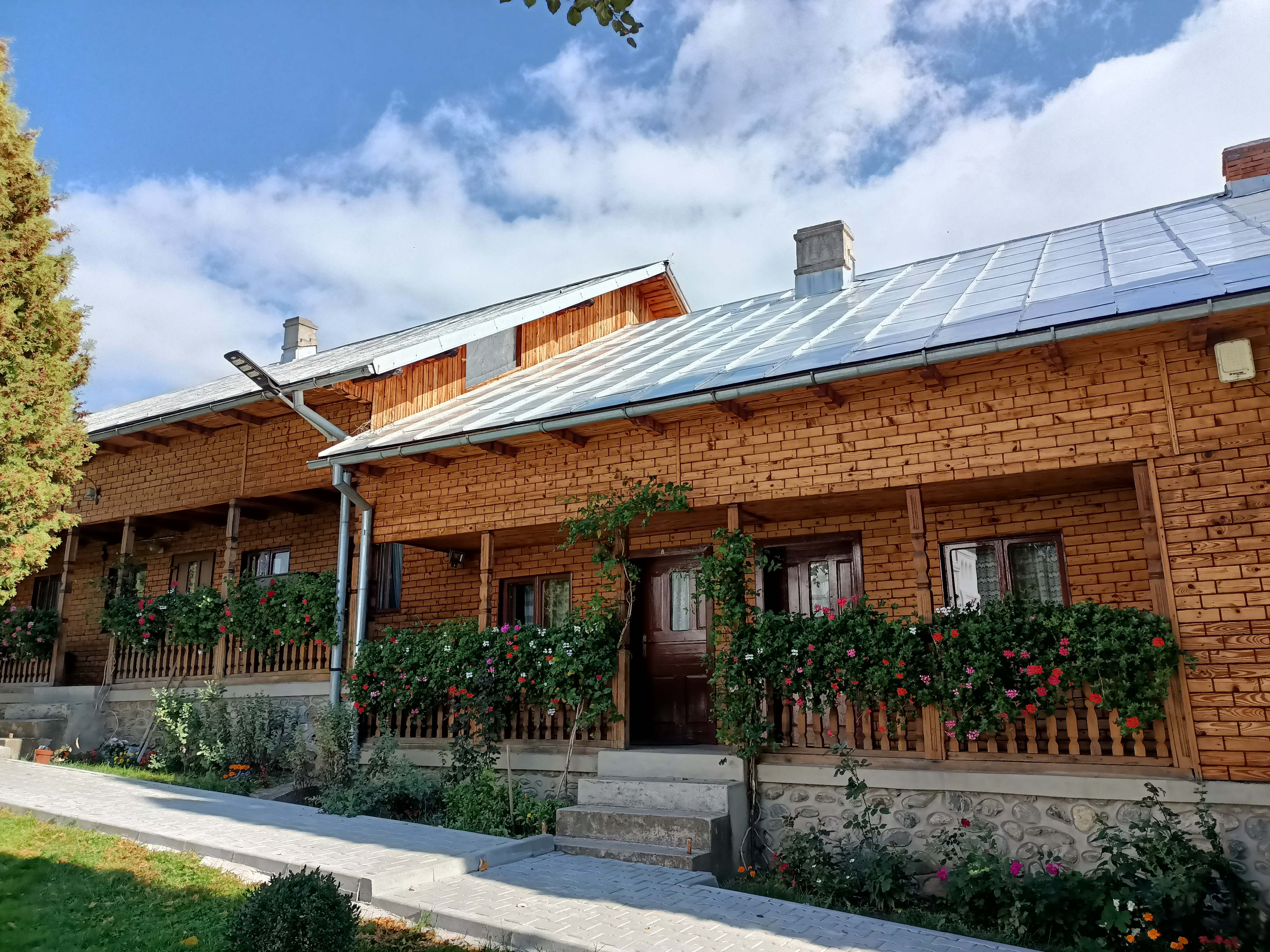
Slănic

- Intrarea